# 双源村
双源村，是中华人民共和国安徽省黄山市歙县昌溪乡下辖的一个村。
2023年3月19日,双源村公布为第六批中国传统村落。